# Igreja da Sé de Santana
Igreja da Sé de Santana ou Igreja de Nossa Senhora de Santana do Sacramento é um bem tombado localizado no município de Chapada dos Guimarães, no Mato Grosso.
No ano de 1751, foi construida uma capela coberta de palha, com três altares para abrigar as imagens de Sant'Ana com a Virgem, Santo Inácio de Loyola e São Francisco Xavier. A obra foi realizada pelo jesuíta Estevão de Crasto, na localidade conhecida como “Aldeia Velha”. Os jesuítas foram expulsos em 1758, a seguir, as aldeias missionárias se elevaram à paróquias. Assim, a capela de Sant'Ana passou a ser a matriz.
Em 1779, a capela de palha foi substituída por uma igreja coberta de telha, rebocada e caiada. Internamente, a capela-mor é revestida com um barrado de azulejos decorados portugueses até a altura de 80 cm. 

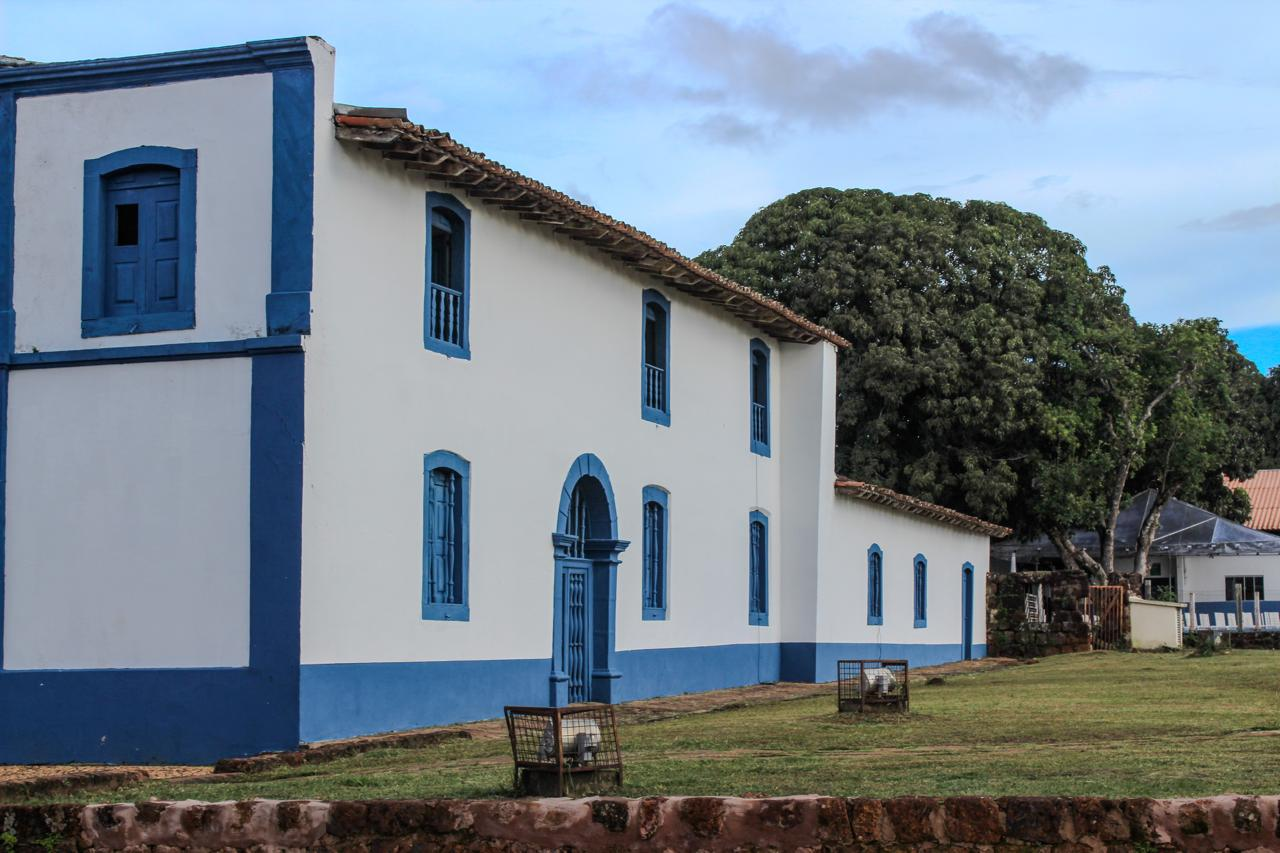
Lateral

De acordo com Santos Simões, os azulejos são do período pombalino, pintados à mão e foram fabricados em Lisboa até o final do século XVIII.
Em 1957, O templo tornou-se o primeiro monumento tombado pelo Instituto do Patrimônio Histórico e Artístico Nacional (IPHAN) em Mato Grosso. Após o tombamento as intervenções na igreja passaram a ser controladas e executadas pelo IPHAN. Duas grandes obras de restauração foram realizadas no santuário: uma em 1977 e outra entre 1994 a 1996.